# Provinciale weg 317
De provinciale weg 317 (N317) is een van de belangrijke west-oostverbindingen door de Achterhoek in de provincie Gelderland. De weg begint als het verlengde van de A348/N348 bij de aansluiting Ellecom; kruist de A18 nabij Doetinchem en eindigt bij de grensovergang in Dinxperlo.

## Geschiedenis
Oorspronkelijk was de N317 onderdeel van het Rijkswegennet. Vanaf het Rijkswegenplan van 1932 werd het genummerd als zijweg van de Rijksweg Arnhem-Zutphen (Rijksweg 48) en kreeg dus het nummer 48a, welke na Etten verder verliep over de huidige N817 richting de Duitse grens bij Gendringen. In de Rijkswegenplannen van 1938, 1948 en 1958 veranderde dit nummer niet.
Pas bij de invoering van het Rijkswegenplan 1968 veranderde het nummer in Rijksweg 51. Toen halverwege de jaren '70 de eerste nummerplannen werden opgesteld ten behoeve van bewegwijzering van rijkswegen was het de bedoeling dat dit nummer ook als N51 zou worden doorgevoerd. Voor dat men echter in 1976 tot uitvoering van de bewegwijzering kwam was de weg reeds een planvervangende rijksweg geworden met het nummer 847. Voor de bewegwijzering werd toen echter al gebruikgemaakt van het wegnummer N317.
In het kader van de Wet herverdeling wegenbeheer kwam de weg per 1 januari 1993 in beheer bij de provincie Gelderland.
N23 · N34 · N224 · N225 · N229 · N233 · N271 · N301 · N302 · N303 · N304 · N305 · N306 · N307 · N308 · N309 · N310 · N311 · N312 · N313 · N314 · N315 · N316 · N317 · N318 · N319 · N320 · N322 · N323 · N324 · N325/A325 · N326/A326 · N327 · N329 · N330 · N331 · N332 · N333 · N334 · N335 · N336 · N337 · N338 · N339 · N340 · N341 · N342 · N343 · N344 · N345 · N346 · N347 · N348/A348 · N349 · N350 · N351 · N352 · N375 · N377

N418 · N701 · N702 · N703 · N704 · N705 · N706 · N707 · N708 · N709 · N710 · N711 · N712 · N713 · N714 · N715 · N716 · N717 · N718 · N719 · N720 · N727 · N731 · N732 · N733 · N734 · N735 · N736 · N737 · N738 · N739 · N740 · N741 · N742 · N743 · N744 · N745 · N746 · N747 · N748 · N749 · N750 · N751 · N752 · N753 · N754 · N755 · N756 · N757 · N758 · N759 · N760 · N761 · N762 · N763 · N764 · N765 · N766 · N768 · N781 · N782 · N783 · N784 · N785 · N786 · N787 · N788 · N789 · N790 · N791 · N792 · N793 · N794 · N795 · N796 · N797 · N798 · N800 · N801 · N802 · N803 · N804 · N805 · N806 · N810 · N811 · N812 · N813 · N814 · N815 · N816 · N817 · N818 · N819 · N820 · N821 · N822 · N823 · N824 · N825 · N826 · N827 · N830 · N831 · N832 · N833 · N834 · N835 · N836 · N837 · N838 · N839 · N840 · N841 · N842 · N843 · N844 · N845 · N846 · N847 · N848 · N852 · N855

Cursief vermelde wegen zijn voormalige provinciale wegen.